# هرالد ۳۶۹۶
سیارک ۳۶۹۶ (به انگلیسی: 3696 Herald، نامگذاری:1980OF) سه هزار و ششصد و نود و ششمین سیارک کشف شده‌است که در ۱۷ ژوئیه ۱۹۸۰ کشف شد.
قدر مطلق سیارک برابر ۱۲٫۴۰ است.